# 1. Liga (Polen)
Die 1. Liga (Sponsorname Fortuna 1. Liga) ist die zweithöchste Spielklasse im polnischen Fußball. Sie wurde am 30. Mai 1948 gegründet und wurde erstmals im Jahr 1949 ausgetragen. Von 1949 bis zur Saison 2007/08 hieß der Wettbewerb 2. Liga, ab der Saison 2008/09 1. Liga. In den ersten Jahren wurde der Modus immer wieder verändert. So bestand die Liga entweder aus einer, zwei oder vier Staffeln. Ab dem Sommer 1962 wurde die Saison nicht mehr im Kalenderjahr ausgetragen, sondern die Liga wurde an das System der großen europäischen Fußball-Ligen angepasst. Seit der Saison 2008/09 spielen in der 1. polnischen Liga 18 Vereine. Der Erste und der Zweite qualifizieren sich direkt für die Ekstraklasa. Seit der Saison 2019/20 spielen zudem die Mannschaften auf den Plätzen 3 bis 6 einen dritten Aufsteiger aus. Die letzten drei Vereine steigen direkt in die 2. Liga ab.

## Vereine 2025/26
| Verein                    | Stadt               | Stadion                     | Kapazität |
| ------------------------- | ------------------- | --------------------------- | --------- |
| Śląsk Wrocław             | Breslau             | Stadion Miejski             | 45.1050   |
| Wisła Krakau              | Krakau              | Henryk-Reyman-Stadion       | 33.3260   |
| ŁKS Łódź                  | Łódź                | ŁKS-Stadion                 | 18.0290   |
| GKS Tychy                 | Tychy               | Stadion Miejski             | 15.1500   |
| Puszcza Niepołomice       | Niepołomice         | Cracovia-Stadion (Krakau)   | 15.1140   |
| Stal Rzeszów              | Rzeszów             | Stadion Miejski             | 12.7000   |
| Wieczysta Kraków          | Krakau              | ArcelorMittal Park          | 11.6000   |
| Ruch Chorzów              | Chorzów             | Stadion Miejski             | 9.300     |
| Górnik Łęczna             | Łęczna              | Górnik-Łęczna-Stadion       | 7.200     |
| Polonia Warschau          | Warschau            | Polonia-Warschau-Staion     | 7.150     |
| FKS Stal Mielec           | Mielec              | MOSiR-Stadion Mielec        | 6.864     |
| Miedź Legnica             | Legnica             | Stadion Orła Białego        | 6.244     |
| Odra Opole                | Opole               | Stadion Miejski             | 5.500     |
| Pogoń Siedlce             | Siedlce             | Stadion ROSRRiT             | 2.901     |
| Chrobry Głogów            | Głogów              | Chobry Stadion              | 2.817     |
| Znicz Pruszków            | Pruszków            | Znicz Pruszków-Stadion      | 2.500     |
| Pogoń Grodzisk Mazowiecki | Grodzisk Mazowiecki | Stadion Miejski Grodzisk M. | 1.514     |
| Polonia Bytom             | Bytom               | Nowy Stadion Polonia Bytom  | 1.175     |

## Meister der eingleisigen 1. Liga seit 2000
- 1999/00: Śląsk Wrocław
- 2000/01: RKS Radomsko
- 2001/02: Lech Posen
- 2002/03: Górnik Polkowice
- 2003/04: Pogoń Stettin
- 2004/05: Korona Kielce
- 2005/06: Widzew Łódź
- 2006/07: Ruch Chorzów
- 2007/08: Lechia Gdańsk
- 2008/09: Widzew Łódź
- 2009/10: Widzew Łódź
- 2010/11: ŁKS Łódź
- 2011/12: Piast Gliwice
- 2012/13: Zawisza Bydgoszcz
- 2013/14: GKS Bełchatów
- 2014/15: Zagłębie Lubin
- 2015/16: Arka Gdynia
- 2016/17: Sandecja Nowy Sącz
- 2017/18: Miedź Legnica
- 2018/19: Raków Częstochowa
- 2019/20: FKS Stal Mielec
- 2020/21: Radomiak Radom
- 2021/22: Miedź Legnica
- 2022/23: ŁKS Łódź
- 2023/24: Lechia Gdańsk
- 2024/25: Arka Gdynia